# Franciszek Dominiak (aktor)
Franciszek Dominiak (ur. 28 sierpnia 1897 w Łodzi, zm. 23 października 1984 w Warszawie) – polski aktor. 

## Życiorys

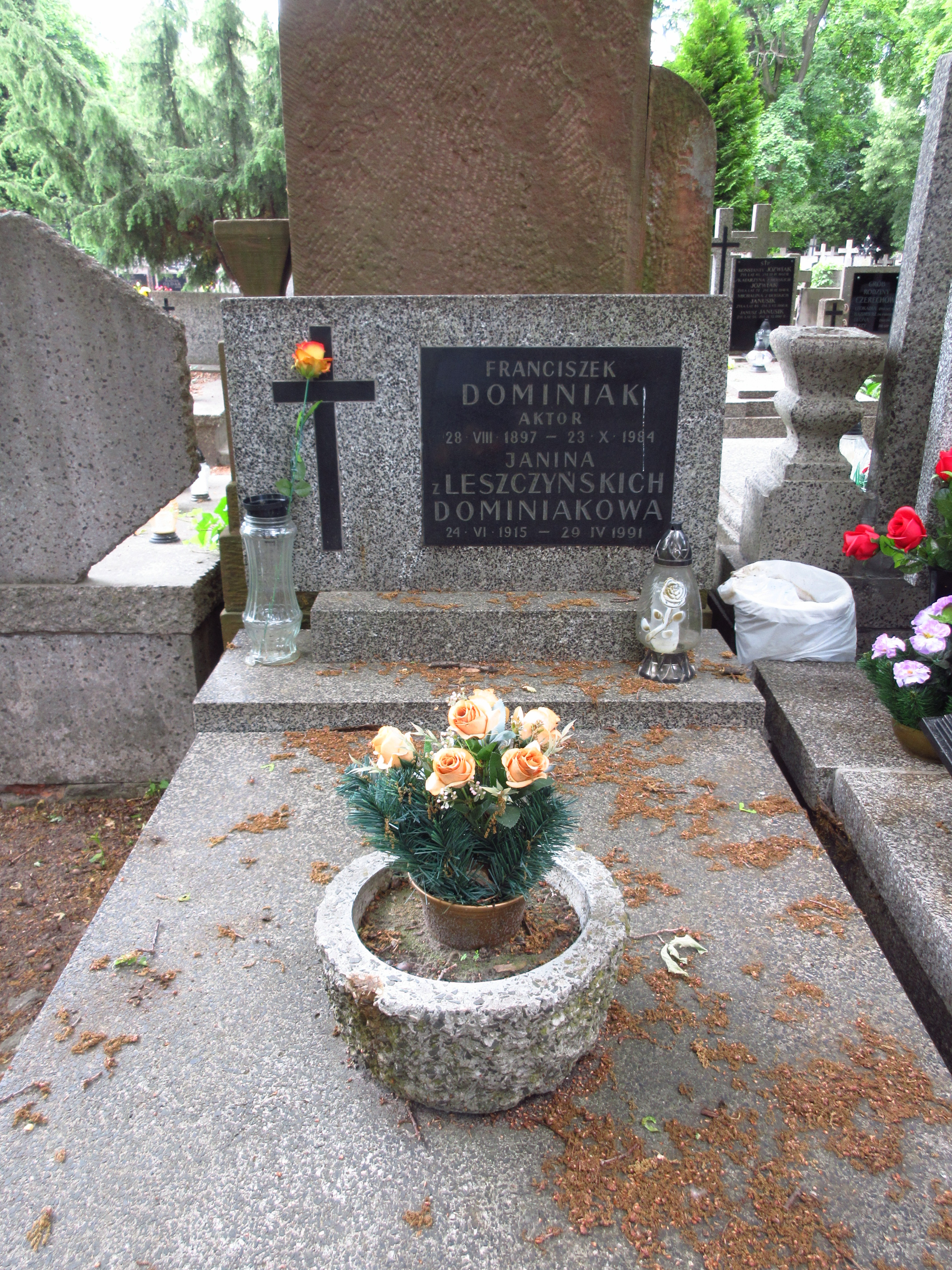
Grób Franciszka Dominiaka na cmentarzu Bródnowskim w Warszawie

Syn Józefa. Urodził się w 1897 w Łodzi. W tym mieście ukończył kursy dramatyczne i rozpoczął pracę na scenie Teatru Polskiego (1915–1917). Następnie występował w Poznaniu: w sezonie 1921/22 w Teatrze Narodowym, a w sezonie 1922/23 w Teatrze Polskim. W latach 1923–1925 grał w Teatrze Miejskim w Lublinie, w sezonie 1925/26 w Teatrze Nowym w Poznaniu, w latach 1926–1928 w Teatrze Miejskim w Bydgoszczy. W następnych latach związał się ze scenami warszawskimi i grał kolejno w Teatrze Polskim i Małym (1928–1932), Narodowym, Letnim, Polskim i Nowym (1932–1939). Na sezon 1939/40 miał pozostać w zespole Teatru Narodowego i Nowego. W 1939 zagrał w filmie Przybyli do wsi żołnierze, którego produkcję przerwał wybuch wojny.
Podczas II wojny światowej początkowo występował w programach warszawskiego teatru jawnego Niebieski Motyl (1940–1941), następnie pracował jako kelner. Często błędnie posądzany o grę w niemieckim nazistowskim filmie propagandowym Heimkehr, w którym zagrał Bolesław Dominiak.
Po wojnie, w sezonie 1945/46 znalazł się w zespole Miejskich Teatrów Dramatycznych w Warszawie, jeszcze w tym samym sezonie przeszedł ponownie do zespołu Teatru Polskiego w Warszawie i wziął udział w drugiej powojennej inscenizacji tego teatru Majątek albo imię Józefa Korzeniowskiego. Ze sceną tą związany był aż do emerytury, na którą przeszedł z końcem sezonu 1966/67. W 1973 przyznano mu tytuł członka zasłużonego SPATiF-ZASP.
Był mężem Janiny z Leszczyńskich (1915–1991).
Zmarł w Warszawie, pochowany 29 października 1984 na cmentarzu Bródnowskim (kwatera 63B-5-22).

## Filmografia[9]

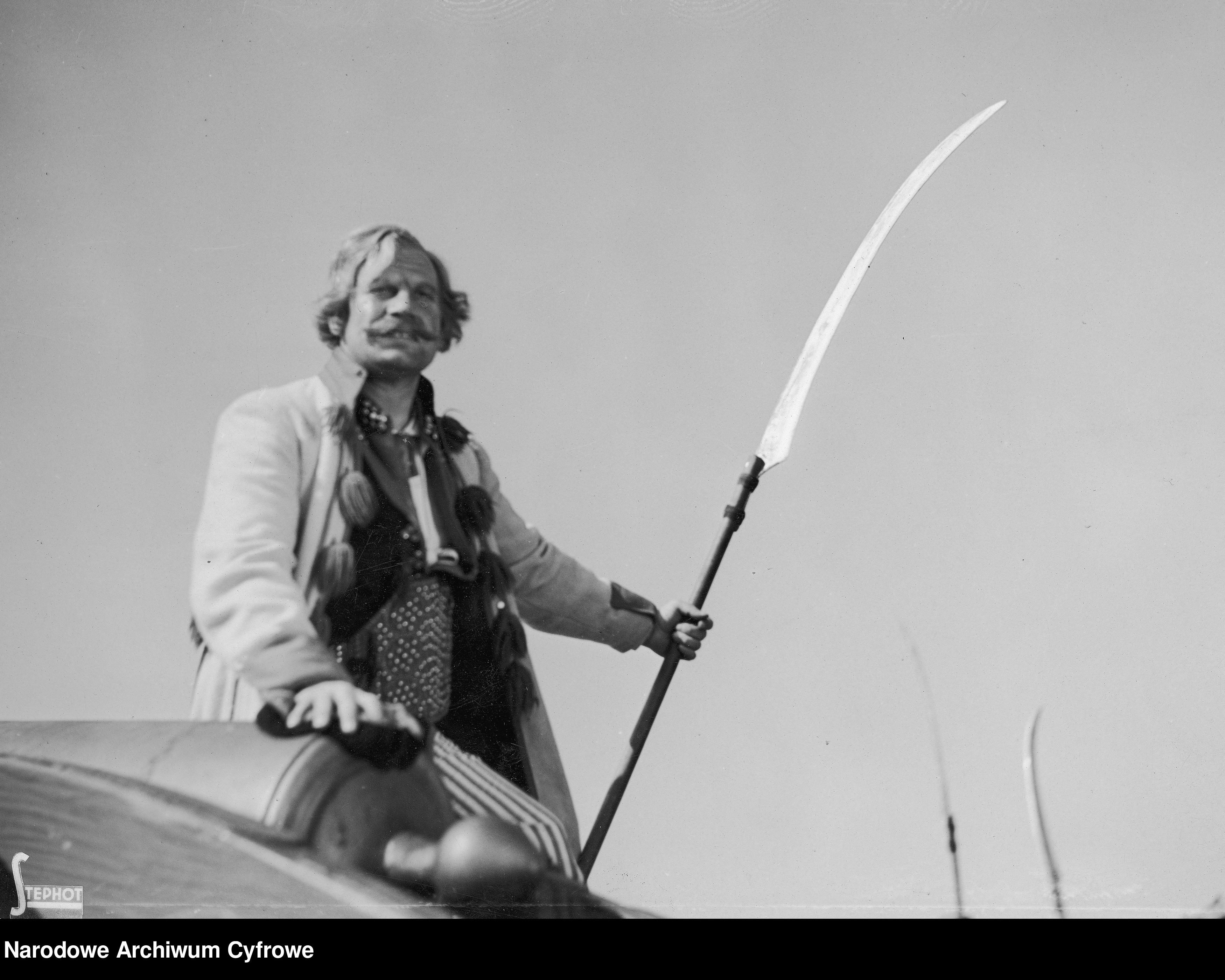
Franciszek Dominiak jako Bartosz Głowacki w filmie Kościuszko pod Racławicami (1938)

- 1929: Grzeszna miłość jako Kuba Świda
- 1931: Dziesięciu z Pawiaka jako pułkownik żandarmerii Zienkow
- 1932: Księżna Łowicka jako spiskowiec
- 1933: Ostatnia eskapada
- 1934: Śluby ułańskie
- 1935: Dzień wielkiej przygody jako przemytnik
- 1936: Barbara Radziwiłłówna jako wojewoda Piotr Kmita
- 1936: Pan Twardowski jako Brzękalski, rządca w majątku Twardowskiego
- 1936: Róża jako strażnik więzienny
- 1937: Pan redaktor szaleje
- 1937: Płomienne serca jako sierżant Zwardoń
- 1937: Trójka hultajska
- 1937: Znachor
- 1938: Dziewczyna szuka miłości jako Stefan Korzon, przyjaciel Kotlicy
- 1938: Florian jako Skalec, ordynans generała von Fredena
- 1938: Kościuszko pod Racławicami jako Bartosz Głowacki
- 1938: Szczęśliwa trzynastka
- 1939: Czarne diamenty jako sztygar Świtała

## Ordery i odznaczenia
- Złoty Krzyż Zasługi (13 listopada 1953)[1]
- Medal 10-lecia Polski Ludowej (19 stycznia 1955)[10]